# Phacelia formosula
Phacelia formosula är en strävbladig växtart som beskrevs av George Everett Osterhout. Phacelia formosula ingår i Faceliasläktet som ingår i familjen strävbladiga växter. Inga underarter finns listade i Catalogue of Life.